# Jackie Joyner-Kersee
Jackie Joyner-Kersee, född 3 mars 1962 i East St. Louis, Illinois, är en före detta amerikansk sjukampare. Hon håller för närvarande världsrekordet i grenen med 7 291 poäng, vilket sattes i OS i Seoul 1988. Hon tog även OS-guld 1992 i Barcelona. Totalt har hon sex OS-medaljer i sjukamp och längdhopp (tre guld, två silver, två brons) samt fyra VM-guld. Hon har presterat sex av de tio sjukamper som resulterat i mer än 7 000 poäng.
Jackie Joyner-Kersee är svägerska till Florence Griffith Joyner och syster till Al Joyner. Hon döptes efter Jackie Kennedy och inspirerades till att tävla i flera grenar efter att ha sett en TV-film 1975 om "Babe" Didrikson. Hon gick på Lincoln High School och sen på UCLA där hon idrottade både i friidrott och basket mellan 1980 och 1985. Inom basketen spelade hon forward och gjorde mer än 1 000 poäng. Den 21 februari 1998 utsågs hon till en av de 15 bästa kvinnliga basketspelarna inom UCLA, men det var inom friidrotten som hon blev världskänd.
1986 gifte Jackie sig med sin tränare Bob Kersee, som omgärdades av dopingrykten under hela sin karriär.
1988 startade Jackie fonden "Jackie Joyner-Kersee Foundation" som har till syfte att förbättra livskvaliteten speciellt för boende i East St. Louis, Illinois.
2007 startades välgörenhetsorganisationen "Athletes for Hope" av Joyner-Kersee, tillsammans med Andre Agassi, Muhammad Ali, Lance Armstrong, Warrick Dunn, Mia Hamm, Jeff Gordon, Tony Hawk, Andrea Jaeger, Mario Lemieux, Alonzo Mourning och Cal Ripken Jr.

## Världsrekordserien
Jackies gällande världsrekord i sjukamp utomhus är 7291 poäng, satt 24 september 1988 i samband med de olympiska spelen i Seoul 1988. Det anses vara ett av de mest svårslagna världsrekorden.
| Gren          | Jackies resultat | Sjukampspoäng |
| ------------- | ---------------- | ------------- |
| 100 m häck    | 12,69 s          | 1172 p        |
| Höjdhopp      | 1,86 m           | 1054 p        |
| Kulstötning   | 15,80 m          | 915 p         |
| 200 m         | 22,56 s          | 1123 p        |
| Längdhopp     | 7,27 m           | 1264 p        |
| Spjutkastning | 45,66 m          | 776 p         |
| 800 m         | 2.08,51 min      | 987 p         |